# Хайнрих XVI (Бавария)
Хайнрих XVI Богатия (на немски: Heinrich XVI. der Reiche von Bayern; * 1386, вероятно в замък Бургхаузен; † 30 юли 1450, Ландсхут) от род Вителсбахи, е херцог на Бавария-Ландсхут от 1393 г. до смъртта си и от 1447 до 1450 г. херцог на Бавария-Инголщат.

## Произход
Той е най-възрастният син на баварския херцог Фридрих и втората му съпруга Мадалена Висконти (1366 – 1404), дъщеря на Бернабо Висконти, управител на Милано.

## Управление
Когато баща му умира през 1393 г., той е на седем години. Хайнрих наследява баща си като херцог и е под регентство на горно-баварските херцози Стефан III и Йохан II и след смъртта на Йохан през 1397 г. на неговите синове Ернст и Вилхелм III. През 1401 г. крал Рупрехт дава официално на вече пълнолетния Хайнрих Бавария-Ландсхут. Младият херцог управлява почти самостоятелно, остава обаче до 1404 г. номинално под надзора на Ернст и Вилхелм. На 24 август 1404 г. умира и майка му Мадалена.
През 1408 г. Хайнрих има конфликти с град Ландсхут, заради издадената от него Конституция. Той поръчва общинските съветници при себе си, заповядва да ги арестуват, да им вземат собствеността и да ги изгонят. През 1410 г. избухва въстание в града, което той открива навреме чрез предателство. Той заповядва екзекуцията, ослепяването и изгонването на членовете на петдесет ландхутски фамилии и им конфискува имотите. Едновременно с това той започва и доизграждането на своята резиденция в Ландсхут.
Хайнрих има конфликти с братовчед му Лудвиг VII от Бавария-Инголщат и се съюзява с враговете му. Лудвиг заявява, че Хайнрих произлиза от един готвач, с когото майка му имала връзка. Хайнрих си отмъщава на 17 април 1414 г. чрез нападение, когато Лудвиг е на път за Констанцкия събор. От 1420 до 1422 г. между двамата има война, Баварската война, иначе двамата се съдят във Фемическия съд. Синът на Лудвиг VII, Лудвиг VIII „Гърбавия“, се присъединява към Хайнрих и така става херцог на Бавария-Инголщат, но умира след две години на 13 април 1445 г. на 41 години, две години преди баща му. Хайнрих плаща на маркграф Албрехт Ахилес, който пленява Лудвиг VII на 13 август 1446 г. и го държи затворен в Бургхаузен до неговата смърт на 1 май 1447 г.
Понеже Лудвиг VIII няма наследници през 1447 г. Хайнрих XVI обединява Херцогство Бавария-Инголщат с Бавария-Ландсхут. Така неговото частично херцогство става най-голямата сила в Южна Германия.
По времето на неговото управление той увеличава митата и въвежда през 1433 г. своя собствена ландсхутска монета. Той пази евреите като финансиращи икономиката и допринася така за създаване на активна еврейска община в Ландсхут. Два пъти, 1410/1411 и 1422/1423 г., той прави пътуване до Прусия.
Хайнрих XVI умира през 1450 г. вероятно от чума. Погребан е в манастир Зелигентал Ландсхут. Негов последник става неговият единствен жив син Лудвиг IX (упр. 1450 – 1479).

## Семейство и деца
Херцог Хайнрих XVI се жени на 25 ноември 1412 г. в Ландсхут за Маргарете Австрийска (* 1395, † 24 декември 1447), дъщеря на херцог Албрехт IV от Австрия и неговата съпруга Йохана София Баварска, от Вителсбахската линия Щраубинг-Холандия. Двамата имат шест деца, от които три оживяват до зряла възраст:
- Йохана Баварска (1413 – 1444), ∞ 1430 пфалцграф Ото I от Пфалц-Мозбах (1390 – 1461)
- Албрехт (1414 – 1416)
- Фридрих (1415 – 1416)
- Лудвиг IX (1417 – 1479) ∞ 1452 принцеса Амалия Саксонска (1436 – 1501)
- Елизабет Баварска (1419 – 1451), ∞ 1445 херцог Улрих V от Вюртемберг (1413 – 1480)
- Маргарете (* 1420, † рано)